# Badanie sanitarno-epidemiologiczne
Badanie sanitarno-epidemiologiczne – badanie, w którego skład wchodzą badanie lekarskie, badania laboratoryjne oraz dodatkowe badania i konsultacje specjalistyczne, wykonywane w ramach nadzoru epidemiologicznego w celu wykrycia biologicznych czynników chorobotwórczych lub potwierdzenia rozpoznania choroby zakaźnej.